# Pyramodon lindas
Pyramodon lindas är en fiskart som beskrevs av Markle och Olney, 1990. Pyramodon lindas ingår i släktet Pyramodon och familjen nålfiskar. IUCN kategoriserar arten globalt som livskraftig. Inga underarter finns listade i Catalogue of Life.